# Luís Silvério Alves Cruz
Luís Silvério Alves Cruz (Campinas, 1829 — Campinas, 1894) foi um advogado, jornalista e político brasileiro.
Filho do Alferes Custódio Manuel Alves e de Ana Carolina de Barros, formou-se em direito pela Faculdade do Largo de São Francisco.
Exerceu, de início, o cargo de promotor de justiça em diversas comarcas da então província de São Paulo. Em Campinas foi vereador em diversas ocasiões e tomou assento na Assembleia Legislativa Provincial de São Paulo, filiado ao Partido Conservador.
Fundou, ao lado de seu primo-irmão, Joaquim Gabriel de Morais Navarro, o periódico campineiro "O Constitucional", onde escreveu inúmeros artigos em prol da causa abolicionista. Foi irmão mesário da Santa Casa de Misericórdia de Campinas e integrou, durante muito tempo, a comissão encarregada de executar as obras de edificação da catedral metropolitana daquela cidade.
Foi presidente da província de Goiás, de 14 de agosto de 1886 a 9 de agosto de 1887.